# Epicypta schildi
Epicypta schildi är en tvåvingeart som beskrevs av Lane 1956. Epicypta schildi ingår i släktet Epicypta och familjen svampmyggor.
Artens utbredningsområde är Costa Rica. Inga underarter finns listade i Catalogue of Life.